# ستيفانو جارزيلي
ستيفانو جارزيلي (بالإيطالية: Stefano Garzelli)‏ مواليد 16 يوليو 1973 في فاريزي، هو دراج إيطالي سابق.

## سباقات أو مراحل فاز بها
- طواف سويسرا
- طواف إيطاليا

## روابط خارجية
- ستيفانو جارزيلي على موقع الاتحاد الدولي للدراجات (الإنجليزية)
- ستيفانو جارزيلي على موقع أرشيف الدراجات (الإنجليزية)
- ستيفانو جارزيلي على موقع إحصائيات الدراجات الإحترافية (الإنجليزية)
- ستيفانو جارزيلي على موقع نسبة الدراجات (الإنجليزية)
- ستيفانو جارزيلي على موقع CycleBase (الإنجليزية)
- ستيفانو جارزيلي على موقع CONI honoured athlete website (الإيطالية)